# Segart (kommunhuvudort)
Segart är en kommunhuvudort i Spanien.   Den ligger i provinsen Província de València och regionen Valencia, i den östra delen av landet, 300 km öster om huvudstaden Madrid. Segart ligger 256 meter över havet och antalet invånare är 158.
Terrängen runt Segart är kuperad.Runt Segart är det tätbefolkat, med 331 invånare per kvadratkilometer. Närmaste större samhälle är Sagunto, 8,5 km öster om Segart. 